# کلیسای ارتدکس شرقی
کلیسای ارتدکس یا کلیسای ارتدکس شرقی یکی از سه شاخهٔ اصلی مسیحیت می‌باشد. این کلیسا در سال ۱۰۵۴ پس از میلاد و در پی جدایش بزرگ در کلیسا به‌وجود آمد. در پی این جدایش پاپ لئون نهم و اسقف اعظم قسطنطنیه یکدیگر را طرد کردند. این جدایش به دلایل گوناگونی انجام پذیرفت. از جمله می‌توان به اختلاف نظر در مورد ماهیت روح‌القدس اشاره کرد. عقیده کلیسای شرقی این بود که روح‌القدس همزمان نشأت گرفته یا برخاسته از پدر و منتقل شده به پسر می‌باشد؛ ولی کلیسای غربی بر این باور بود که روح‌القدس برخاسته از پدر و پسر می‌باشد.
واژه یونانی ὀρθόδοχος صفتی مرکب از پیشوند ὀρθός به معنای درست و واژه یونانی δόξα به مفهوم عقیده است. هنگامی که این واژه صفت رفتار و اعتقاد به معنای رسمی باشد، پذیرفته و صحیح است و اگر برای توصیف شخص به کار رود، به معنای درست آیین و سنتی خواهد بود. اگر این واژه با حرف O بزرگ نوشته شود، نام گروهی از مسیحیان است که در مقطعی از تاریخ، برخی آموزه‌های رایج میان مسیحیان را خروج از آیین دانسته و پایبندی به آموزه‌های جایگزین آن‌ها را شرط راست کیشی در نظر گرفتند.
کلیسای ارتدکس شرقی شامل کلیساهایی می‌شود که همگی در دوره‌ای از تاریخ کلیسای سلطنتی بیزانسی به وجود آمده‌اند. امروزه کلیسای ارتدکس از کلیساهای متعدد مستقلی تشکیل شده که معمولاً با یکدیگر در تماس‌اند، اما هریک عهده‌دار ادارهٔ خویش هستند. در این کلیساها، آداب نماز، اصول اعتقادی و قوانین مشترک است و نوع واحدی از روحانیت ترویج می‌شود.
مهم‌ترین کلیساهای ارتدکس عبارتند از:
- پاتریارک‌نشین جهانی قسطنطنیه
- پاتریارک‌نشین ارتدکس یونانی اسکندریه
- پاتریارک‌نشین ارتدکس یونانی انطاکیه
- پاتریارک‌نشین ارتدکس یونانی اورشلیم
- کلیسای ارتدکس روسی
- کلیسای ارتدکس گرجی
- کلیسای ارتدکس صربی
- کلیسای ارتدکس رومانی
- کلیسای ارتدکس بلغارستان
- کلیسای قبرس
- کلیسای یونان
- کلیسای ارتدکس آلبانی
- کلیسای ارتدکس لهستان
- کلیسای ارتدکس سرزمین‌های چک و اسلواکی[۸]

## تاریخ کلیسای ارتدکس شرقی

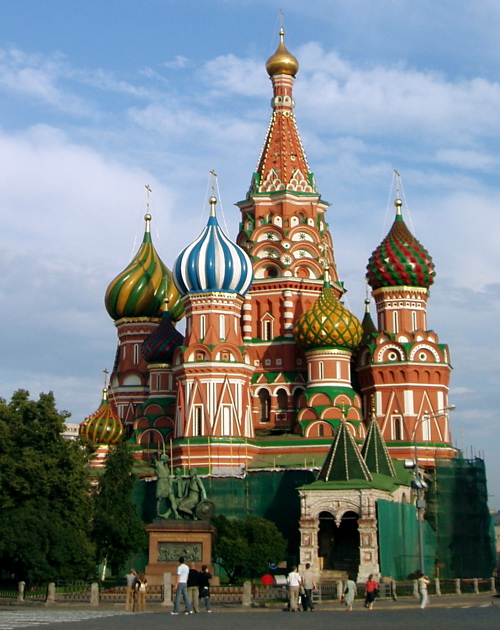
کلیسای جامع سنت باسیل در مسکو

کلیسای ارتدکس شرقی و کلیسای کاتولیک در سده یازدهم میلادی در تعاریف و اصول بنیادین خود دچار اختلاف شدند.

در دوران گذشته، امپراتوری بیزانس مکان اصلی کلیسای ارتدکس شرقی بوده و با نام کلیسای ارتدکس روم شرقی شناخته می‌شده است. پس از فروپاشی بیزانس به دست اعراب در خلال جنگ‌های اعراب و بیزانس کلیسای ارتودوکس تضعیف شد و پس از فروپاشی دوباره به دست ترکان عثمانی، قطب مسیحیت به کلی در این کشور نابود گشت. امروز کلیسای ارتدکس روسی میراث‌دار و قطب کلیساهای ارتدکس در جهان است.

## پیروان
بیشتر مسیحیان اروپای شرقی و بالکان پیروی این کلیسا هستند. پیروان این کلیسا در کشورهای بلاروس، بلغارستان، قبرس، گرجستان، یونان، مقدونیه، مولداوی، روسیه، مونتنگرو، رومانی، صربستان و اوکراین اکثریت مسیحیان را تشکیل می‌دهند.
همچنین پیروان بسیاری از این کلیسا در خاورمیانه، آمریکای شمالی و استرالیا مستقر هستند. پیروان این کلیسا پیشوای اصلی خود را اسقف اعظم قسطنطنیه (استانبول) - و نه یک پاپ - می‌دانند، اگر چه عملاً بسیاری از کلیساهای آن (مانند کلیسای ارتدکس روسیه و کلیسای ارتدکس یونان) به‌صورت مستقل توسط اسقف و پدران خود هدایت می‌شوند. کلیساهای ارتدکس در کشورهای گوناگون از زبان‌های گوناگونی مانند یونانی کوینه (زبان متن اصلی عهد جدید)، اسلاوی کلیسایی و حتی عربی استفاده می‌کنند.

## مواضع و باورها

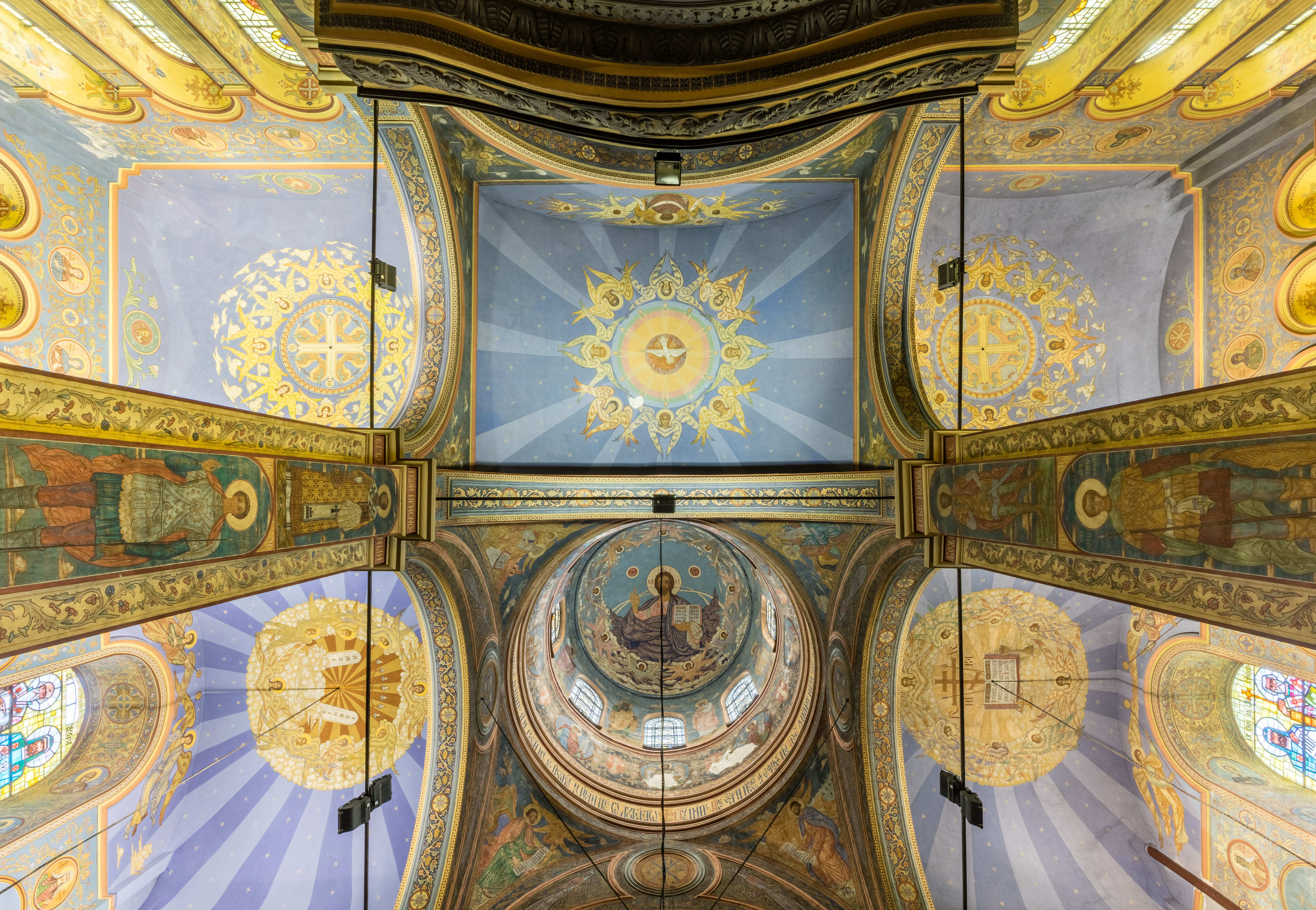
نگاره‌ای از دیوارنگاره‌ها و سقف کلیسای ارتدکس مادر خدا (یکی از القاب مریم) در شهر وارنا در بلغارستان

کلیسای ارتدکس شرقی به کشیش‌ها اجازهٔ ازدواج پیش از کشیش شدن را می‌دهد، ولی تنها کشیش‌های مجرد می‌توانند به درجات بالاتر همچون «اسقف» شدن دست یابند؛ این در حالی است که کلیساهای کاتولیک لاتین (کلیساهای کاتولیک رومی) هرگز اجازهٔ ازدواج به کشیش‌ها را نمی‌دهند.
در کلیساهای ارتدکس شرقی اگر زن یک کشیش فوت شود، آن کشیش اجازهٔ ازدواج دوباره را ندارد. این کلیساها به پیروان خود اجازهٔ طلاق و ازدواج دوباره را تا حداکثر دو بار می‌دهند (مشروط به اینکه در مراسم ازدواج دوباره شخص دعایی برای بخشوده شدن خود بخواند)؛ این در حالی است که کلیساهای کاتولیک لاتین هرگز اجازهٔ مجدد ازدواج را به پیروانشان نمی‌دهند مگر اینکه همسر شخص فوت کرده باشد.
در کلیساهای ارتدکس شرقی و کاتولیک رومی این باور وجود دارد که فاسد نشدن جسد به شکل معمول آن، نشانهٔ «تقدس» است.
محوطهٔ داخلی کلیسای ارتدکس چهارگوش است و در دو سطح قرار دارد که قسمت بالایی به منزله آسمان، محل اولیاء دین و روحانیون و قسمت پایینی به منزلهٔ زمین و محل اجتماع پیروان است.